# Matisyahu Kovalsky

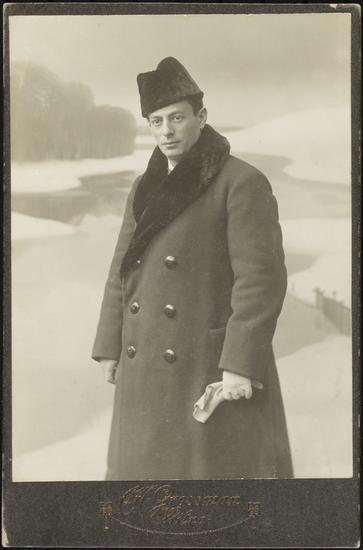
Matisyahu Kovalsky, 1918

Matisyahu Kovalsky (auch Matus oder Matthias Kovalski; * 1. Januar 1880 in Lubcha, Belarus; † 7. Oktober 1936 in Los Angeles) war ein Schauspieler in mehreren jiddischen Wanderensembles in Polen, Rumänien und der russischen Krim.

## Leben
Kovalsky wurde in der kleinen belarussischen Stadt Lubcha als Sohn eines Flachshändlers geboren. Er besuchte einen Cheder und später eine Jeschiwa in Vasilishok. Zu dieser Zeit spielte er heimlich in einer Aufführung des Stückes Shulamit mit, weswegen er von dem Rabbiner von der Schule verwiesen wurde. Er ging darauf in Radon zur Jeschiwa und spielte parallel Theater. 1899 leistete er seinen Militärdienst ab, bevor er sich wieder dem Theater zuwandte.
Bis vor dem Ersten Weltkrieg spielte er auch in Aufführungen in hebräischer Sprache. 1916 war Kovalsky Mitbegründer der Wilnaer Truppe. Mit einer Nachfolgergruppe – die Wilnaer – ging er 1924 in die USA. Er spielte bis 1929 in dieser Gruppe und tourte dann mit Alexander Asro ab 1930 durch Amerika, bevor er sich in Los Angeles niederließ, wo er 1936 starb. Kovalsky war mit der Schauspielerin Pola Walter verheiratet.